# Детген
Детген (нім. Dätgen) — громада в Німеччині, розташована в землі Шлезвіг-Гольштейн. Входить до складу району Рендсбург-Екернферде. Складова частина об'єднання громад Норторфер-Ланд.
Площа — 10,61 км2. Населення становить 577 ос. (станом на 31 грудня 2020).